# Nowoczesna
Nowoczesna Ryszarda Petru, meestal kortweg aangeduid als Nowoczesna ("Modern") of .N, is een Poolse liberale politieke partij. De partij werd op 31 mei 2015 opgericht door de econoom Ryszard Petru in de aanloop naar de parlementsverkiezingen later dat jaar. Nowoczesna staat onder meer voor een liberalisering van de markt, verandering van het socialezekerheidsstelsel, aanpassing van het onderwijssysteem aan de behoeften van de arbeidsmarkt, beperking van de zittingsduur van parlementariërs tot maximaal twee termijnen en de invoering van de mogelijkheid om via het Internet aan verkiezingen deel te nemen.
Aan het oprichtingscongres van de partij, dat op 31 mei 2015 plaatsvond, werd volgens de organisatoren deelgenomen door 6000 mensen. Oorspronkelijk zou de partij NowoczesnaPL ("Modern Polen") gaan heten, maar hiervan werd afgezien vanwege de te grote overeenkomst van deze naam met een nagenoeg gelijknamige stichting.
Bij de parlementsverkiezingen van 25 oktober 2015 behaalde Nowoczesna 7,60% van de stemmen, goed voor 28 zetels in de Sejm, en werd daarmee in omvang de vierde partij. De partij behaalde geen zetels in de Senaat.